# تينو روسي
تينو روسي (بالفرنسية: Tino Rossi)‏ هو مغني وممثل فرنسي، ولد في 29 أبريل 1907 في فرنسا، وتوفي في 26 سبتمبر 1983 بنويي-سور-سين في فرنسا بسبب سرطان البنكرياس. من الجوائز التي نالها وسام جوقة الشرف.

## جوائز
- وسام جوقة الشرف

## وصلات خارجية
- تينو روسي على موقع IMDb (الإنجليزية)
- تينو روسي على موقع روتن توميتوز (الإنجليزية)
- تينو روسي على موقع مونزينجر (الألمانية)
- تينو روسي على موقع ألو سيني (الفرنسية)
- تينو روسي على موقع ميوزك برينز (الإنجليزية)
- تينو روسي على موقع أول موفي (الإنجليزية)
- تينو روسي على موقع أول ميوزيك (الإنجليزية)
- تينو روسي على موقع ديسكوغز (الإنجليزية)
- تينو روسي على موقع قاعدة بيانات الفيلم (الإنجليزية)
- تينو روسي على موقع كينوبويسك (الروسية)